# Midjelöpare
Midjelöpare (Masoreus wetterhallii) är en skalbaggsart som först beskrevs av Leonard Gyllenhaal 1813.  Midjelöpare ingår i släktet Masoreus, och familjen jordlöpare. Arten är reproducerande i Sverige.

## Bildgalleri

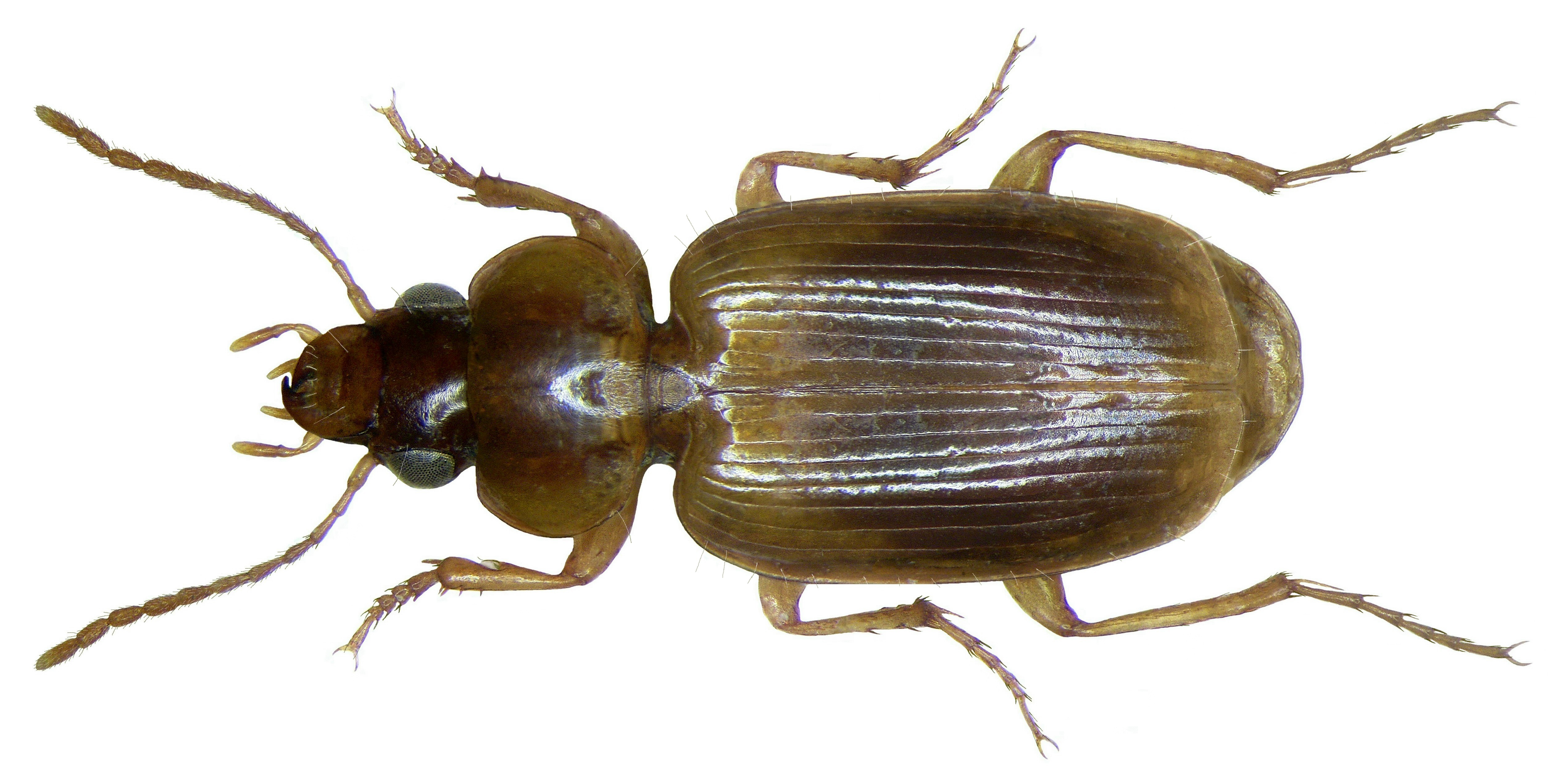
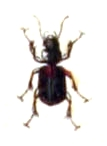